# Франсис Ли
Франси́с Ли (англ. Frances Lee; 5 мая 1906, Eagle Grove, Айова — 5 ноября 2000, Кардифф-бай-зе-Си, Калифорния) — американская киноактриса.

## Биография
Мирна (в некоторых источниках — Мерна) Тиббеттс (настоящее имя актрисы) родилась 5 мая 1906 года в городке Игл-Гроув (штат Айова, США).
После окончания школы Мирна начала готовиться к карьере учительницы, но также заинтересовалась танцами, и на одном из открытых выступлений была замечена сочинителем песен и водевилей Гасом Эдвардсом, который к тому же владел небольшим театром в Нью-Йорке. Эдвардс уговорил девушку бросить всё, переехать в Нью-Йорк и поступить на службу в его театр. Так в 1923 году 17-летняя Мирна, взявшая псевдоним Франсис Ли, стала одной из «Девушек Зигфелда». С 1924 года начала сниматься в кино и за 11 лет кино-карьеры (1924—1935) появилась в 50 фильмах, 39 из которых были короткометражными, а в двух (последних в своей карьере) — без указания в титрах.
В 1927 году Ли стала одной из тринадцати финалисток рекламной кампании WAMPAS Baby Stars.
В 1930 году состоялся «переход» актрисы из немого кино в звуковое. Она смогла это сделать, хотя и далеко не так удачно, как некоторые другие актрисы. Если в 1924—1929 годах Ли сыграла в 41 немом фильме, то в 1930—1935 годах — лишь в 9 звуковых, причём в двух — без указания в титрах.
В 1932 году Ли пробовалась на главную роль в фильме, позднее ставшим невероятно известным, «Кинг-Конг», она «добралась» до финала, но в итоге всё-таки роль Энн Дэрроу отдали Фэй Рэй.
В 1935 году 29-летняя Ли окончила карьеру киноактрисы, вышла замуж за брата австралийско-американской киноактрисы Энид Беннетт (1893—1969), Александра (1903—1977), этот брак продолжался 42 года, до самой смерти мужа. Сразу после заключения брака пара поселилась в Беверли-Хиллз (Калифорния). Ли начала заниматься дизайном интерьера, а также получила педагогическое образование, о чём мечтала с юности. Ли открыла пресвитерианский детский сад, учила танцам, социальному поведению и этикету, в том числе её ученицами были Патрисия (род. 1946) и Джули (род. 1948) Никсоны — дочери 37-го президента США Ричарда Никсона.
В 1972 году Ли с мужем переехали в другой калифорнийский город, Энсинитас, и поселились в его пляжном районе Кардифф-бай-те-Си, где Ли стала работать детским библиотекарем.
Франсис Ли скончалась 5 ноября 2000 года в Кардифф-бай-те-Си, не дожив ровно полгода до своего 95-го дня рождения и двух месяцев до XXI века.

## Избранная фильмография
- 1928 — Маленький сноб[англ.] / The Little Snob — Элис
- 1928 — Цыплёнок по-королевски[англ.] / Chicken a La King — Бейб Лоррейн
- 1929 — Представление представлений / The Show of Shows — ведущая номера Ladies of the Ensemble
- 1934 — Дорожка флирта[англ.] / Flirtation Walk — блондинка (в титрах не указана)
- 1935 — Путешествующая продавщица[англ.] / Traveling Saleslady — секретарша (в титрах не указана)

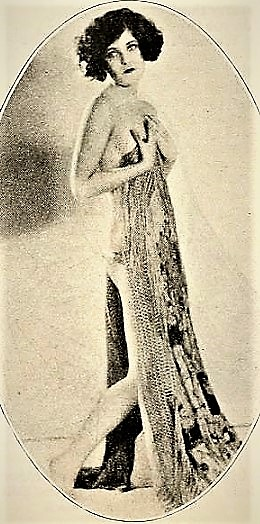
Фото 1925 года
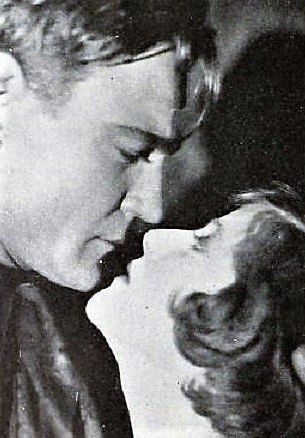
С Баком Джонсом[англ.] в фильме «Хорошее, как золото» (1927)
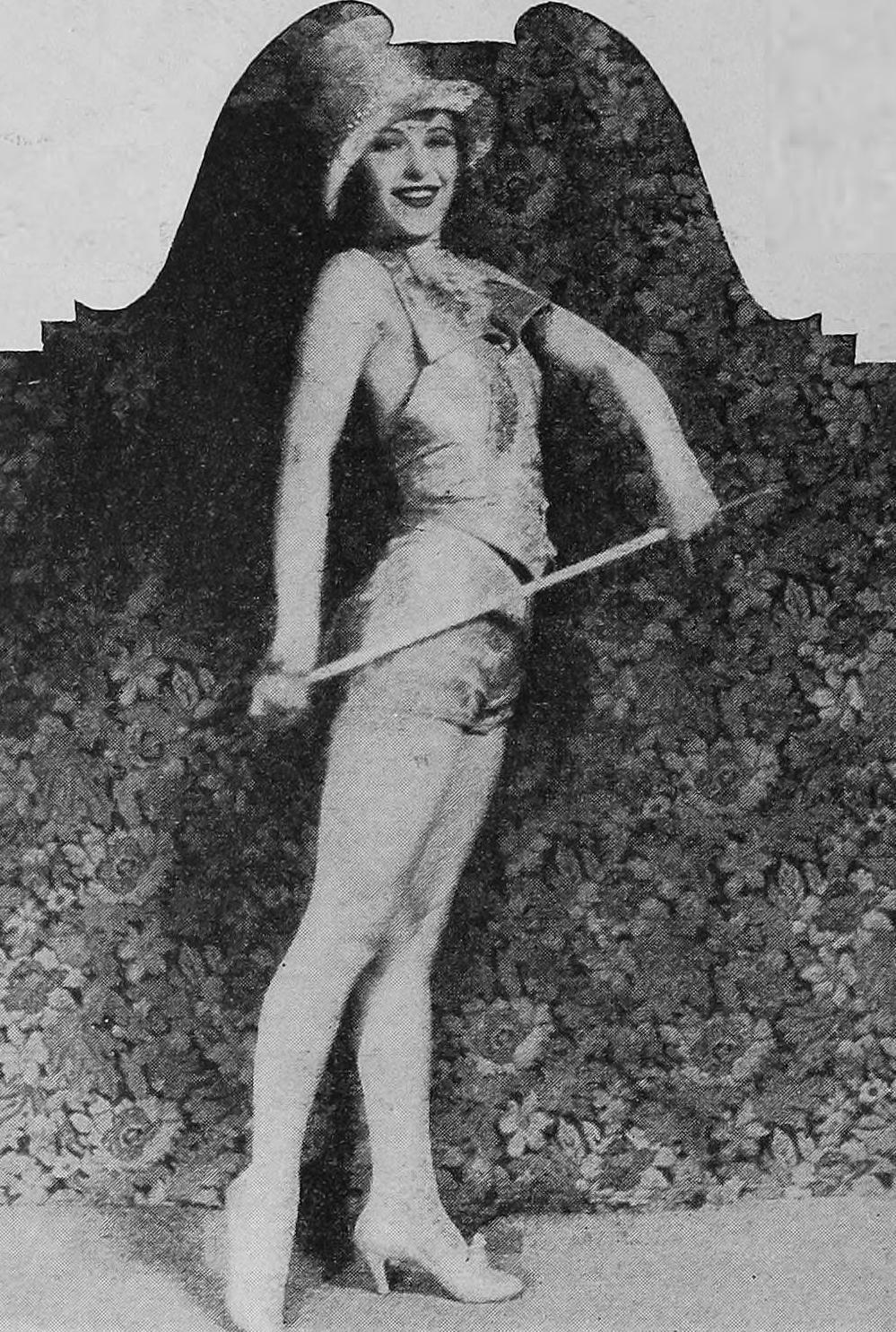
Фото 1928 года